# Prostaglandin F2α
Prostaglandin F2α (oder kurz: PGF2α) ist ein Gewebshormon aus der Gruppe der Prostaglandine. Es ist bei Säugetieren an Vorgängen im Zusammenhang mit der Reproduktion beteiligt.

## Biosynthese und Wirkung
Prostaglandin F2α wird mit Hilfe des Enzyms Prostaglandin F-Synthase aus PGH2 gebildet und wirkt über die FP-Rezeptoren (Prostaglandin F bindende Rezeptoren).  Beim Menschen wird um die Geburt herum Cyclooxygenase-2 in der Plazenta und dem Amnion induziert, was zur Synthese von PGF2α und PGE2 führt, welches die glatte Gebärmuttermuskulatur zu Kontraktionen anregt bzw. für Oxytocin sensibilisiert. Mäuse, die aufgrund eines genetischen Defektes keinen FP-Rezeptor ausbilden können, können nicht gebären. Die Wirkung von PGF2α auf die FP-Rezeptoren des Gelbkörpers beendet dort die Progesteronbildung und bewirkt eine Luteolyse.

## Medizinische Verwendung
Prostaglandin F2α (Arzneistoffname: Dinoprost) wird in der Tiermedizin zum Abbau des Gelbkörpers (Luteolyse) sowie zur Einleitung von Geburt oder Abort verwendet. Beim Rind wird es darüber hinaus nachgeburtlich zur Entleerung der Gebärmutter (Uterus), beim Hund bei einer Pyometra im Anöstrus eingesetzt.
Auch in der Humanmedizin ist Dinoprost in  gynäkologischen Indikationen einsetzbar. In Tschechien ist es zum therapeutischen Abort und zur Geburtseinleitung bei Fruchttod zugelassen. In Deutschland endete nach Ablauf der fiktiven Zulassung die Verkehrsfähigkeit im Juni 2003.
Es wird gemutmaßt, dass Prostaglandin D2 an der Entstehung des androgenetischen Haarausfalls (Alopezie) beteiligt sein könnte und PGF2α dem entgegenwirken könne. Im Tierversuch an Mäusen verkürzen sich durch PGD2  Wachstumsphasen der Haare. Nach Meinung der Forscher seien jedoch auch bei einer Glatze noch Haarfollikel vorhanden, bildeten aber durch ihre starke Verkleinerung noch bestenfalls Flaumhaare aus.
Synthetischen Abkömmlinge von Prostaglandin F2α werden unter anderem in der Augenheilkunde zur Senkung des Augeninnendrucks verwendet. Als Nebenwirkung tritt ein verlängertes Wachstum der Wimpern auf. Diese Nebenwirkung wird auch kosmetisch genutzt („Wimpernwachstumsserum“).
Pharmazeutisch verwendet wird das 1:1 Gemisch mit Trometamol, C20H34O5 ⋅ C4H11NO3.

## Sonstiges
PGF2α und PGF2β unterscheiden sich stereochemisch durch die Stellung der Hydroxygruppen am C-9 und C-10.

## Fertigarzneimittel
- Tiermedizin: Dinolytic (D), Enzaprost T (D)
- Humanmedizin: Enzaprost F(CZ), Minoprostin F2 alpha (D; außer Vertrieb)